# Pressione atmosferica

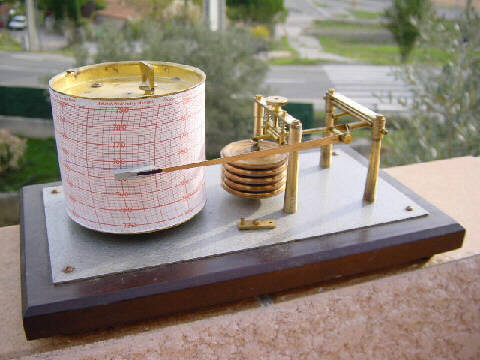
Barografo

La pressione atmosferica è una grandezza fisica che esprime il rapporto tra la forza peso della colonna d'aria che grava su una superficie, presente in un qualsiasi punto dell'atmosfera terrestre e la misura dell'area della superficie stessa.
Nella maggior parte dei casi il valore di tale grandezza è equivalente alla pressione idrostatica esercitata dal peso della colonna d'aria presente al di sopra del punto di misura e si misura nel sistema internazionale in pascal e con uno strumento di misura noto come barometro.

## Misurazione

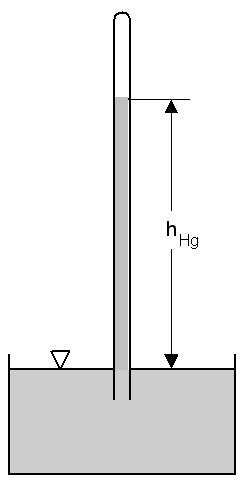
Il tubo di Torricelli

Al livello del mare il volume di 1 m³ di aria (ad una temperatura di 0 °C) ha una massa di circa 1,30 kg. Il valore della pressione atmosferica varia anche in funzione della temperatura e della quantità di vapore acqueo contenuto nell'atmosfera e decresce con l'aumentare dell'altitudine, rispetto al livello del mare, del punto in cui viene misurata. Le aree di bassa pressione hanno sostanzialmente minore massa atmosferica sopra di esse, viceversa aree di alta pressione hanno una maggior massa atmosferica.
Storicamente la pressione atmosferica fu misurata in maniera accurata per la prima volta da Evangelista Torricelli attraverso il cosiddetto tubo di Torricelli, il primo esempio di barometro. Poiché 76 cm³ di mercurio hanno una massa 1,033 kg, possiamo dire che la pressione atmosferica che preme su ogni centimetro quadrato di superficie ha una forza pari alla forza peso di una massa di 1,033 kg.
Questo valore preso come unità di misura della pressione atmosferica, si chiama atmosfera (simbolo atm): 1 atm= 1033 g/cm². Le unità di misura della pressione atmosferica sono:
- il pascal (simbolo Pa)
- l’atmosfera
- il torr
- il bar e il suo sottomultiplo, il millibar (mb) (1bar=1000 millibar)
- la baria, che è la decima parte del Pa (1Pa=10 barie)
- il metro di colonna d'acqua (mca o mH2O).

Nel Sistema Internazionale (S.I.), viene usato il pascal perché è definito come il rapporto tra la componente normale di una forza (misurata in Newton) e una superficie (misurata in metri quadrati), ed è messo in relazione con l’atmosfera dall’equivalenza:
1 atm = {\displaystyle 1,01{\times }10^{5}}Pa (più precisamente 1 atm = 101325 Pa).

### Pressione atmosferica normale
La pressione atmosferica normale (o standard) è quella misurata alla latitudine di 45°, al livello del mare e ad una temperatura di 15 °C su una superficie unitaria di 1 cm2, che corrisponde alla pressione di una colonnina di mercurio di 760 mm. In alternativa è possibile affermare che la pressione atmosferica di 1 atm coincide, con buona approssimazione, con la pressione esercitata da una colonna di mercurio alta 760mm che si trova alla temperatura di 0 °C in un luogo in cui l’accelerazione di gravità vale {\displaystyle g=9,80665{\frac {m}{s^{2}}}}.
Nelle altre unità di misura corrisponde a:
1 atm = 760 torr (o mmHg) = 101325 Pa = 1013,25 mbar = 10,33 mca.
Con la diffusione dell'uso del Sistema internazionale anche in ambito meteorologico, la pressione atmosferica si misura in ettopascal (centinaia di Pascal) il cui simbolo è hPa. Dal momento che il millibar equivale all'ettopascal, 1013,25 mbar = 101325 Pa = 1013,25 hPa.
Si può concludere che 1013 hPa (ovvero 1013 mbar nella vecchia unità di misura) è il valore, al suolo, normale. Valori più alti portano a regimi barici di alta pressione, quelli più bassi verso un'area di bassa pressione. Sono i valori relativi alla isobare che si trovano sulle carte del tempo (attenzione a visualizzare a quale altezza si riferiscono).
I valori di pressione atmosferica diminuiscono all'aumentare dell'altezza rispetto al suolo.

## Variazioni di pressione

### Con l'altitudine

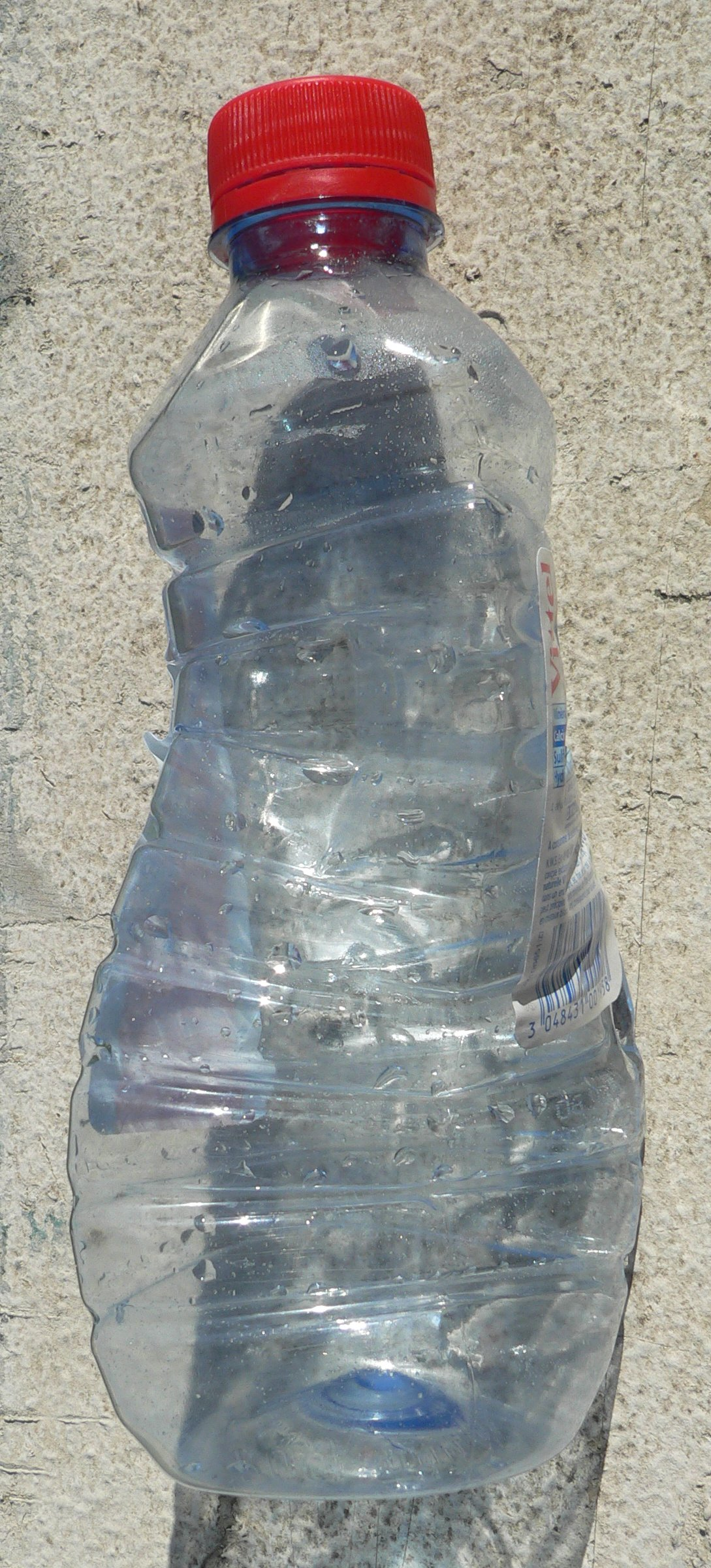
La pressione atmosferica al livello del mare schiaccia una bottiglia di plastica che è stata richiusa il più possibile ermeticamente ad una quota di.

A causa della comprimibilità dell'aria sotto il proprio peso, la legge di Stevino non è applicabile, e la diminuzione della pressione atmosferica con la quota sul livello del mare non è lineare come nei liquidi.
Con l’aumentare dell’altitudine (H) la pressione atmosferica diminuisce ma la decrescita non è lineare. Presupponendo (anche se in realtà non è così) che l’atmosfera sia isoterma vale la legge di Boyle-Mariotte:
per una massa d'aria determinata (m=cost),   {\displaystyle pV=p{\frac {m}{\rho }}=cost\;\;\to \;\;{\frac {p}{\rho }}=cost};
cioè, con tali premesse, la densità dell'aria è proporzionale alla pressione. Si supponga che al livello del mare la densità e la pressione valgano rispettivamente {\displaystyle \rho _{0}} e {\displaystyle p_{0}} e si consideri come asse di riferimento per le altitudini l’asse {\displaystyle z}, con origine a livello del mare ed orientato verso l’alto. Ad una generica quota {\displaystyle z} la pressione (in accordo con l’ipotesi di isotermia) varrà:
{\displaystyle \rho =\rho _{0}{\frac {p}{p_{0}}}}.
Se si applica la legge di Stevino ad una variazione di quota {\displaystyle dz} si può affermare che vale la seguente relazione {\displaystyle {\Big (}{\frac {\mathrm {d} p}{\mathrm {d} z}}=-\rho g{\Big )}}:
{\displaystyle {\frac {\mathrm {d} p}{\mathrm {d} z}}=-\rho g=-\rho _{0}{\frac {p}{p_{0}}}g\;\;\to \;\;{\frac {\mathrm {d} p}{p}}=-g{\frac {\rho _{0}}{p_{0}}}{\mathrm {d} }z=-{\frac {\mathrm {d} z}{\alpha }}}
dove {\displaystyle \alpha ={\frac {p_{0}}{g\rho _{0}}}={\frac {1,013\cdot 10^{5}}{9,8\cdot 1,3}}=7,95\cdot 10^{3}m\cong 8km}.
Se si integra tra il livello del mare e una quota generica {\displaystyle z}, si ottiene:
{\displaystyle \int _{p_{0}}^{p}{\frac {\mathrm {d} p}{p}}=-{\frac {1}{\alpha }}\int _{0}^{z}\mathrm {d} z\;\;\to \;\;\ln {\frac {p}{p_{0}}}=-{\frac {z}{\alpha }}\;\;\to \;\;p=p_{0}e^{-z/\alpha }}.
Nell’atmosfera isoterma la pressione decresce in funzione dell’altitudine con andamento esponenziale. Il valore di {\displaystyle \alpha } a 0 °C è di circa 8km; a 20 °C è di circa 8,6km. La pressione si ridurrebbe a un terzo di quella a livello del mare ad una quota compresa tra 8 e 9km.
Vari fattori come le condizioni atmosferiche e la latitudine influenzano il suo valore, la NASA ha compilato valori medi per tutte le parti del mondo. La seguente tabella fornisce i valori indicativi della pressione, in percentuali di 1 atmosfera, in funzione dell'altitudine ( 'U.S. Standard Atmosphere, 1976').
| Altitudine in metri | Percentuale di 1 atm |
| ------------------- | -------------------- |
| 1 000               | 88,6                 |
| 2 000               | 78,5                 |
| 4 000               | 60,8                 |
| 6 000               | 46,5                 |
| 8 000               | 35,0                 |
| 10 000              | 26,0                 |
| 15 000              | 11,5                 |
| 20 000              | 5,4                  |
| 30 000              | 1,2                  |
| 48 000              | 0,1                  |
| 65 000              | 0,01                 |
Esiste anche una formula matematica per calcolare la pressione atmosferica in atmosfere {\displaystyle p} in funzione dell'altitudine in metri {\displaystyle H}:
{\displaystyle p=0,9877^{\frac {H}{100}}}

### Con la temperatura

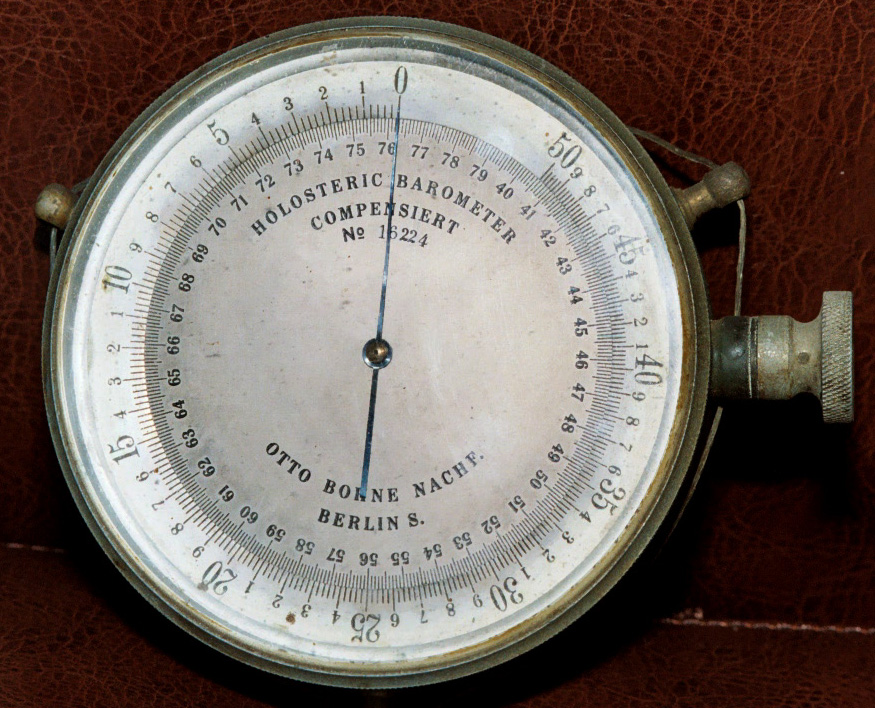
Barometro aneroide

La pressione atmosferica è influenzata anche dalla temperatura dell'aria, eccetto che al livello del mare. Questo avviene perché  l'atmosfera terrestre, riscaldandosi, tende a dilatarsi diventando meno densa. Di conseguenza al livello del mare il peso della "colonna d'aria" sulla propria testa rimane sempre lo stesso, mentre se ci troviamo ad un'altitudine maggiore la pressione crescerà col crescere della temperatura, poiché man mano che l'aria, riscaldandosi, aumenterà il proprio volume, parte della massa d'aria compresa tra il livello del mare e la quota di interesse si sposterà verso quote maggiori.

### Con l'umidità
Anche l'umidità dell'aria influenza il valore della pressione atmosferica: la presenza di molecole di vapore acqueo (H2O, p.m. 18) che prendono il posto di molecole più pesanti, sia quelle d'azoto (p.m.28), principalmente, (il 78% dell'aria è costituito da questo elemento) sia di ossigeno (p.m.32), rendono l'aria umida più leggera e quindi si ha una minore pressione atmosferica (bassa pressione). Questo d'altronde è uno dei princìpi di formazione dei cicloni tropicali. Al contrario, aria più secca sarà anche più pesante e quindi, esercitando un peso maggiore determinerà un aumento della pressione atmosferica (alta pressione). Con la bassa pressione c'è più umidità, e con l'alta pressione di meno.

Conclusioni
I valori locali della pressione, considerati a sé stanti, non hanno significato di prognosi; lo hanno invece se confrontati con i valori simultaneamente rilevati nelle zone adiacenti per mettere in risalto le aree di bassa pressione (brutto tempo) o di alta pressione (bel tempo). Localmente solo cambiamenti repentini dei valori di pressione (ovvero cambiamenti di pressione più rapidi rispetto a quelli relativi alla temperatura) sono indice di modifiche sostanziali delle condizioni meteorologiche.
Valori di una bassa pressione significativa è di circa 980 hPa, mentre 1030 hPa e un valore alto di un regime barico anticiclonico.

### Record storici
La più bassa pressione atmosferica s.l.m.: 87,0 kPa (870 hPa), misurata a ovest di Guam (Oceano Pacifico) il 12 ottobre 1979 (Tifone Tip).
La più alta pressione atmosferica: 109,49 kPa (1094,9 hPa), misurata a Bajdrag (Mongolia) il 29 dicembre 2020. Va tuttavia tenuto presente che questo valore non è stato raggiunto effettivamente in un luogo della Terra, ma si tratta di un valore standardizzato, riferito al livello del mare e calcolato secondo i procedimenti matematici descritti in precedenza a partire dal valore effettivo registrato a 1400 metri di altitudine.